# Sauschütt (Anzing)

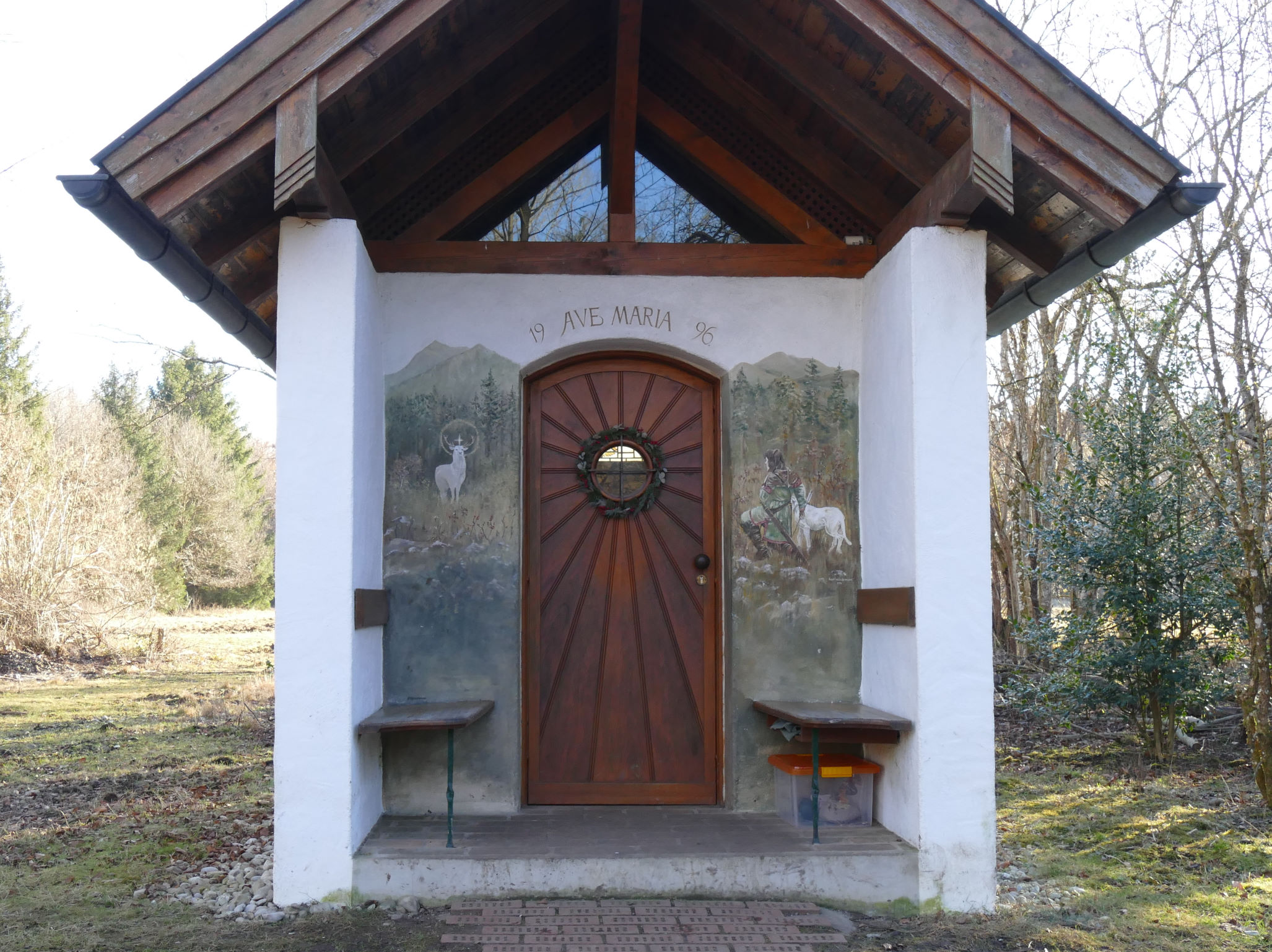
Die 1996 neu aufgebaute Kapelle Maria im Wald

Die Anzinger Sauschütt war eine Sauschütt am Heilig-Kreuz-Geräumt und Edelöster-Geräumt. Das Forsthaus mit Waldgaststätte wurde am 21. Juli 1979 abgebrochen. Das Technische Hilfswerk Markt Schwaben hatte damals das Gebäude gesprengt. Die Sauschütt lag im Anzinger Forst, dem nordwestlichen Teil des Ebersberger Forsts, im Staatsforstdistrikt VIII (Fichten) rund 500 m südlich der Straße von Obelfing bei Anzing nach Ebersberg. An das Forsthaus erinnert noch eine Lichtung. Die knapp 100 Meter weiter westlich gelegene Kapelle Maria im Wald wurde wegen Baufälligkeit abgebrochen, aber unter Wiederverwendung einzelner Elemente im Jahre 1996 neu aufgebaut.
Erbaut wurde das Gebäude in der ersten Hälfte des 19. Jahrhunderts. Auf dem Urpositionsblatt 694 von 1852 ist es bereits eingezeichnet, nicht jedoch auf der etwas älteren historischen Flurkarte. Im Historischen Ortsnamenbuch des Landkreises Ebersberg von 1951 ist diese Sauschütt als Einöde mit einem Einwohner erwähnt, gehörig zur Gemeinde und Pfarrei Anzing, sowie als Siedlung des 19. Jahrhunderts, an einer Sauschütte, Futterstätte für Wildschweine gelegen.
Bei der Volkszählung von 1950 wurde Sauschütt als Gemeindeteil der Gemeinde Anzing nachgewiesen, mit 4 Einwohnern in 1 Wohngebäude. Zur Volkszählung 1961 waren es 3 Einwohner. Zur Volkszählung 1970 war Sauschütt bereits abgesiedelt und im Ortsverzeichnis von 1987 taucht sie nicht mehr auf. Laut BayernAtlas gehört die frühere Exklave nicht mehr zur Gemeinde Anzing, sondern zum gemeindefreien Gebiet Anzinger Forst.

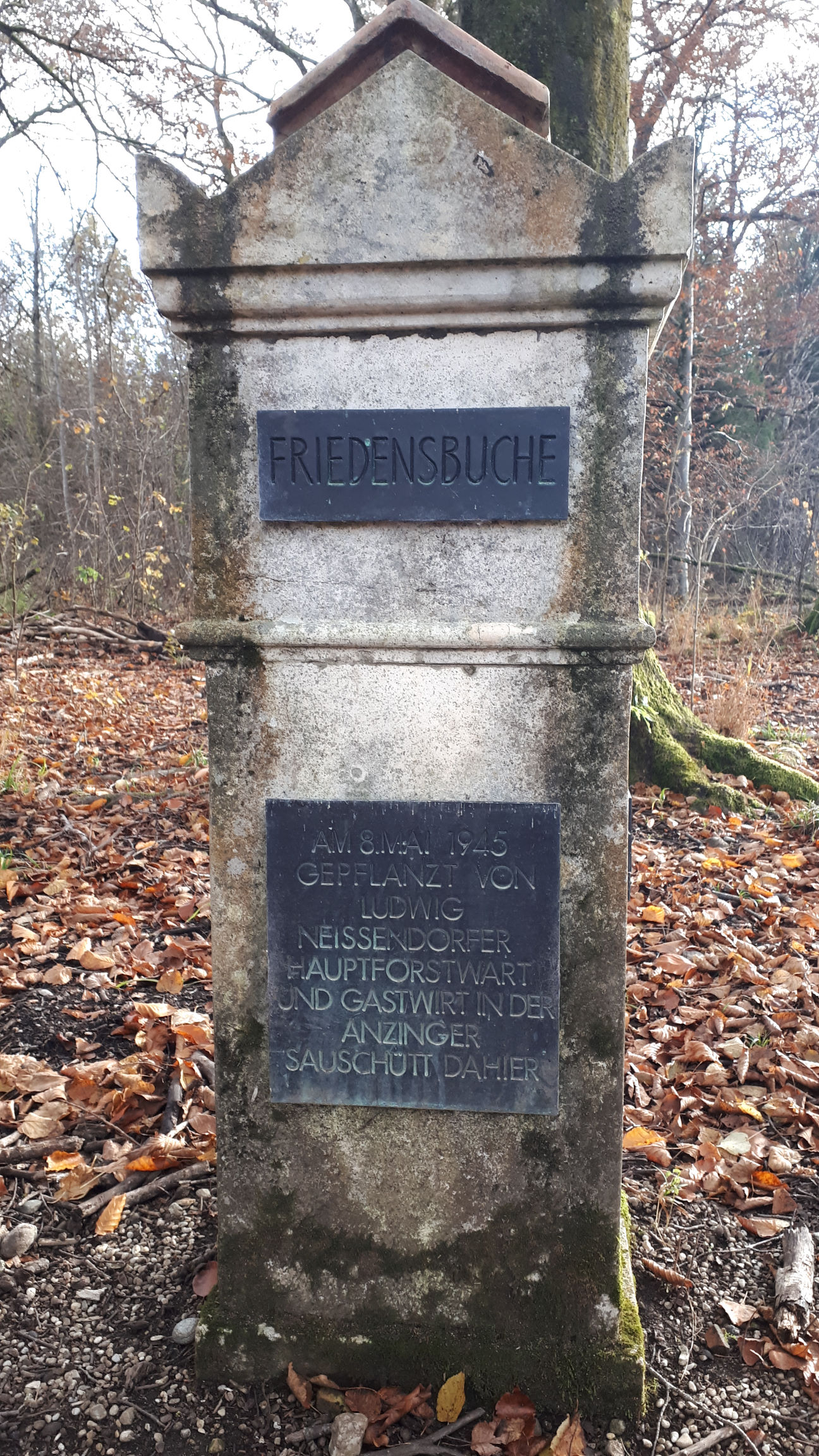
Der Gedenkstein vor der Friedensbuche bei der Anzinger Sauschütt

Im ehemaligen Wirtsgarten der Gaststätte pflanzte der damalige Forstdienststelleninhaber und Gastwirt Ludwig Neissendorfer am 8. Mai 1945 – unmittelbar nach Ende des Zweiten Weltkriegs – zwischen der Gaststätte und der Kapelle die Friedensbuche, eine Blutbuche. 50 Jahre später stellte ein Anzinger Freundeskreis zum Zeichen des Dankes für 50 Jahre Frieden einen Gedenkstein an der Buche auf mit der Inschrift:
Bei gleicher Gelegenheit erfolgte auch die Grundsteinlegung für die Neuerrichtung der Kapelle bei einem viel besuchten Waldfest. Diese wurde ausweislich der Inschrift über der Eingangstür (19 AVE MARIA 96) im Jahr 1996 eingeweiht (vergleiche Abbildung des Eingangs zur Kapelle in den Weblinks).